# Blue Jay Way
Blue Jay Way — песня группы Битлз, написанная Джорджем Харрисоном. Впервые была выпущена в 1967 году на альбоме Magical Mystery Tour.

## Идея
Название песни позаимствовано у одной из улиц в районе Голливудских Холмов. Улица расположена так высоко, что с неё открывается вид на большую часть Лос-Анджелеса и Голливуда.
Песня была написана в доме, арендованном Харрисоном и его женой Патти, во время ожидания пресс-атташе Битлз Дерека Тейлора.

Дерек Тэйлор задерживался. Он позвонил сказать, что будет поздно. Я сказал, что дом находится на Blue Jay Way. И он ответил, что скоро найдёт его, ведь он всегда может спросить полицейского. Я ждал и ждал. Я чувствовал себя измотанным после самолёта, но решил не засыпать до его приезда. Тем временем начал появляться туман, становилось всё позднее и позднее. И чтобы не заснуть, ради шутки, во время ожидания я написал песню о том, как я жду его. Там в углу ещё стоял орган, который я поначалу не заметил… поиграв на нём, я написал песню.
— Джордж Харрисон

## Запись
Первая запись началась 6 сентября 1967 года.
Записана ритм-дорожка за один дубль. Харрисон играл на органе Hammond, Пол Маккартни на бас-гитаре, Ринго Старр на барабанах, а Джон Леннон играл на втором органе. Для этой песни был сделан промежуточный микс во время сессии на следующий день, чтобы подготовить её к дальнейшим наложениям.
Запись продолжалась на следующий день (7 сентября).
Первой задачей было создать промежуточный микс, чтобы добавить больше наложений. Харрисон записал свой лид-вокал дабл-трекингом, после чего был сделан второй промежуточный микс, пронумерованный как дубль три. Затем Харрисон, Леннон и Маккартни добавили немного бэк-вокала на третью дорожку. Они были пропущены через динамик Лесли органа Hammond, чтобы создать эффект вращения. Четвёртая дорожка была оставлена пустой на данный момент. Эта сессия началась в 19:00 и продолжалась до 03:15 утра 8 сентября. Пробный мономикс был сведён 16 сентября. Запись Blue Jay Way была завершена 6 октября 1967 года.

## Участники записи
Джордж Харрисон — вокал, орган Хаммонда

Джон Леннон — бэк-вокал 

Пол Маккартни — бэк-вокал, бас-гитара 

Ринго Старр — ударные, тамбурин 

Питер Уиллисон — виолончель

## Кавер-версии
Колин Ньюмэн в своём альбоме Not To в 1982 

Borbetomagus в их альбоме Buncha Hair That Long в 1990 

Дэн Берн в его альбоме Smartie Mine в 1998 

Родни Грэм в его альбоме What Is Happy, Baby? в 2000 

Siouxsie and the Banshees в их концертном альбоме Seven Year Itch в 2003 

The Secret Machines в фильме Через Вселенную 2007 года